# Charaxes wincka
Charaxes wincka är en fjärilsart som beskrevs av Bernard Turlin 1980. Charaxes wincka ingår i släktet Charaxes och familjen praktfjärilar. Inga underarter finns listade i Catalogue of Life.